# Sinan Ayrancı
Ali Sinan Ayranci, född 9 juli 1990 i Stockholm, är en turkisk-svensk fotbollsspelare (anfallare). Han spelar sedan säsongen 2015 i Division 7-laget FK BOSNA 08. Hans moderklubb är Brommapojkarna.
Ayranci, som är av turkiskt ursprung, började spela för Brommapojkarna och togs upp i deras a-lag inför säsongen 2008 i Superettan. Sommaren 2009 skrev Ayranci ett fyraårskontrakt med turkiska Genclerbirligi SK. På grund av en knäskada blev det dock endast spel i två matcher i Turkiet och hösten 2010 lånades han ut till Brommapojkarna. Året efter skrev Ayranci på ett treårskontrakt med Hammarby IF. Första säsongen med Hammarby började bra och man förlängde kontraktet redan efter ett år. Men formen avtog och Ayranci blev återigen skadad. Han gick på lån från Hammarby till Östersunds FK 2013 och till Varberg BoIS FC 2014. I mars 2015 kom Hammarby och Ayranci överens om att bryta kontraktet och Ayranci skrev på för division 7-klubben FK BOSNA 08.